# フランクおじさん
『フランクおじさん』（原題:Uncle Frank）は2020年に公開されたアメリカ合衆国のドラマ映画である。監督はアラン・ボール、主演はポール・ベタニーが務めた。

## ストーリー
1973年、18歳のベス・ブレッドソーは進学に際して故郷を離れ、ニューヨークへと引っ越すことになった。ベスが通うことになった大学では、彼女の叔父（フランク）が教鞭を執っていた。フランクは親族の中でも例外的に思慮深い人物で、ベスはそんなフランクに親近感を覚えていた。ベスはフランクのアパートをアポなしで訪問することにしたが、そこで思わぬ事実を知ることになった。実は、フランクは同性愛者であり、恋人のウォーリーと10年以上も同棲していたのである。
翌日、父親が亡くなったとの知らせが届いたため、フランクはベスを連れて故郷のサウスカロライナ州へと向かった。その際、ウォーリーが「自分も葬儀に参列したい」と言いだしたが、フランクは自分とベスだけで行くと譲らなかった。フランクは親族に秘密を明かす心の準備ができていなかったのである。ところが、納得できないウォーリーがこっそり後を付けてきたため、同行を認めざるを得なくなった。フランクは「俺の故郷は保守的な価値観が根を下ろしている。同性愛者だと分かったらどんな目に遭わされるか分かったものではない。だから、君にはモーテルに留まっていてほしい。」とウォーリーに言い含めた。
道中、フランクの脳裏に青年期の忌まわしい思い出が突如蘇った。同性の恋人と性行為に及んでいたとき、運悪く父親に見つかってしまい「お前は神に背くという大罪を犯した」などと罵倒されたのである。フランクは酒の力を借りて何とか記憶を封じ込めた。
葬儀の後、父親の遺言状が読み上げられたが、そこにはとんでもない内容が書かれていた。

## キャスト
※括弧内は日本語吹替。
- フランク・ブレッドソー：ポール・ベタニー（志賀麻登佳）
  - 若い頃のフランク・ブレッドソー：コール・ドーマン
- ベス・ブレッドソー：ソフィア・リリス（おまたかな）
- ワリッド・ナディーム（ウォーリー）：ピーター・マクディッシ（長谷川敦央）
- マイク・ブレッドソー：スティーヴ・ザーン（駒谷昌男）
- キティ・ブレッドソー：ジュディ・グリア（清水はる香）
- 母親：マーゴ・マーティンデイル
- ダディ・マック：スティーヴン・ルート（高岡瓶々）
- バッチおばさん：ロイス・スミス（斉藤こず恵）
- ネヴァ：ジェーン・マクニール
- マーシャ：ケイティ・ブリューワー
- サム・ラシター：マイケル・ペレス

日本語吹替その他：田村千恵、松川裕輝、佐々木薫、森永麻衣子、虎島貴明、羽鳥佑、下田屋有依、角田雄二郎、篠田有香
日本語版制作スタッフ　演出：伊達康将、翻訳：里見文乃、調整：佐野泰広、吹替監修：田辺愛奈、制作：東北新社

## 公開・マーケティング
2020年1月25日、本作はサンダンス映画祭でプレミア上映された。27日、アマゾン・スタジオズが本作の配信権を購入したと報じられた。10月16日、本作のオフィシャル・トレイラーが公開された。

## 評価
本作は批評家から好意的に評価されている。映画批評集積サイトのRotten Tomatoesには102件のレビューがあり、批評家支持率は78%、平均点は10点満点で6.8点となっている。サイト側による批評家の見解の要約は「アラン・ボールはまたしても現代アメリカの家族のダイナミズムを提示してくれた。『フランクおじさん』がそうした作品に仕上がったのは、ポール・ベタニーとソフィア・リリスの素晴らしい演技に支えられてのことである。」となっている。また、Metacriticには21件のレビューがあり、加重平均値は58/100となっている。